# جنگ اول افغان و انگلیس
جنگ اول افغان و انگلیس (۱۸۳۹ – ۱۸۴۲) (۱۲۱۹ تا ۱۲۲۱) در نیمه جنوبی و شرقی افغانستان امروزی، قندهار، غزنی و کابل اتفاق افتاد. این جنگ که میان نیروهای کمپانی هند شرقی بریتانیا و افغانستان رخ داد، روی‌هم رفته با پیروزی افغان‌ها بر انگلیس پایان یافت. مشهور است که در این جنگ حدود ۴۵۰۰ نفر از سربازان انگلیسی و هندی کمپانی هند شرقی بریتانیا به همراه ۱۲۰۰۰ نفر از مردمان و خانواده‌های وابسته به اردوگاه انگلیس، توسط جنگجویان قبائل افغان کشته شدند، اما در نهایت در جنگ کابل، انگلیسی‌ها بر افغان‌ها فائق آمدند. این جنگ، یکی از اولین لشکرکشی‌های بزرگ قرن نوزدهم در جریان رقابت‌ها بر سر تصاحب قدرت و نفوذ در منطقه آسیای مرکزی بود که با عنوان بازی بزرگ میان امپراتوری بریتانیا و امپراتوری روسیه شناخته می‌شود.
طی این جنگ دوست‌محمد خان تسلیم شده و مجبور به رفتن به هند شد و شاه شجاع درانی با حمایت نیروهای انگلیسی مستقر در کابل به حکومت رسید. نیروهای قبایلی افغان به مبارزه با نیروهای انگلیسی پرداختند و کابل را محاصره کردند. در جنوری ۱۸۴۱ (۱۲۱۹) انگلیس‌ها اعلان کردند که حاضر به تخلیه کابل هستند. دولت کابل به نیروهای انگلیسی تضمین داد که در راه برگشت نیروهای انگلیسی به هند به آنان کاری نداشته باشد.اما نیروهای قبایلی افغان این تضمین را نپذیرفتند. هنگامی که دستهٔ نیروهای انگلیسی که تعدادی زن و کودک و خدمه هم همراهشان بود در حال بازگشت به هند بودند نیروهای قبایلی افغان به آنان حمله کردند و همه را قتل عام نمودند.
یک سال بعد گروهی از نیروهای انگلیسی برای گرفتن انتقام به کابل حمله کردند. آنان قلعه و بازار بزرگ شهر را به آتش کشیدند. بزودی دایره مخالفان با نام شورای اعلای مجاهدین تشکیل شد. در این شورا افراد ذیل حضور داشتند. نایب امین الله خان لوگری (رئیس شورا)، وزیر محمد اکبر خان، خان شیرین خان، جوانشیر چنداولی، حاجی علی، آقا حسین، حسین کاکه. سرانجام مخالفان پس از هماهنگی قبلی علیه شاه شجاع قیام کردند و در طی نبرد آنها شاه شجاع کشته شد. پس از کشته شدن شاه شجاع، دوست‌محمد خان از هند به افغانستان بازگشت و مورد استقبال مردم قرار گرفت.

## زمینه

### نگاه بریتانیا به روسیه
قرن نوزدهم دوره رقابت دیپلماتیک بین امپراتوری بریتانیا و روسیه برای نفوذ در آسیای جنوب بود که به آن «بازی بزرگ» (از دید بریتانیایی‌ها) یا «تورنمنت سایه‌ها» (از دید روس‌ها) گفته می‌شد. با این حال، به جز امپراتور پل (که قصد حمله به هند را داشت اما پس از ترورش این طرح لغو شد)، هیچ تزار روسی هرگز به طور جدی به فکر حمله به هند نبود. با این وجود، در بیشتر قرن نوزدهم، روسیه در بریتانیا به عنوان «دشمن» دیده می‌شد و هر حرکت روسیه در آسیای مرکزی (مناطق امروزی قزاقستان، ترکمنستان، قرقیزستان، ازبکستان و تاجیکستان) به عنوان تلاشی برای تسخیر هند تفسیر می‌شد، حتی اگر این تفسیر دور از ذهن به نظر برسد.
در سال ۱۸۳۲ (۱۲۱۱خ)، لایحه اصلاحات اولیه در بریتانیا تصویب شد که شرایط رأی دادن و تصدی مناصب را کاهش می‌داد. این اقدام مورد مخالفت شدید نیکلای اول، تزار محافظه‌کار روسیه قرار گرفت و زمینه را برای یک «جنگ سرد» بین بریتانیا و روسیه فراهم کرد. بسیاری معتقد بودند که حکومت استبدادی روسیه و دموکراسی بریتانیا محکوم به رویارویی هستند. در ۱۸۳۷ (۱۲۱۶خ)، لرد پالمرستون و جان هاب‌هاوس، نگران بی‌ثباتی در افغانستان و سند و افزایش قدرت پادشاهی سیک‌ها در شمال غربی هند، این نگرانی را مطرح کردند که روسیه ممکن است از طریق افغانستان به هند بریتانیا حمله کند.
بریتانیایی‌ها معمولاً سیاست خارجی نیکلای اول را به اشتباه ضد بریتانیا و در جهت گسترش نفوذ در آسیا تفسیر می‌کردند. در حالی که نیکلای اول اگرچه بریتانیا را به عنوان یک دولت لیبرال دموکراتیک که از نظر او «عجیب» بود، دوست نداشت، اما همیشه معتقد بود که می‌توان با بریتانیا به توافقی در مورد حوزه‌های نفوذ در آسیا دست یافت. او معتقد بود که ماهیت محافظه‌کارانه جامعه بریتانیا مانع از پیشرفت لیبرالیسم خواهد شد. هدف اصلی سیاست خارجی نیکلای اول، تسخیر آسیا نبود، بلکه حفظ وضع موجود در اروپا، به ویژه از طریق همکاری با پروس و اتریش و ایزوله کردن فرانسه بود، زیرا او از لوئی فیلیپ، پادشاه فرانسه، به عنوان یک «غاصب» متنفر بود.
برخی از محققان امروزه تفسیر متفاوتی ارائه می‌دهند و معتقدند که ترس بریتانیا از روسیه کمتر واقعی و بیشتر ناشی از نگرانی‌های داخلی بود. به ویژه، بریتانیا از اتحاد دوست محمد خان (حاکم افغانستان) و حکمران قاجار ایران و احتمال حمله آن‌ها به پنجاب (تحت حکومت سیک‌ها) هراس داشت. بریتانیایی‌ها نگران بودند که چنین حمله‌ای ممکن است منجر به شورش در هند شود. بنابراین، تصمیم گرفتند دوست محمد خان را با حاکمی مطیع‌تر جایگزین کنند. در واقع، به جای تمرکز بر تهدید روسیه، شرکت هند شرقی بریتانیا بیشتر نگران تهدیدات داخلی و منطقه‌ای بود.

### رقابت در کابل
در سال ۱۸۳۴ (۱۲۱۳خ)، شاه شجاع درانی با حمایت بریتانیا به قندهار، مرکز قدرت دوست‌محمدخان حمله کرد اما شکست خورد. شرکت هند شرقی تلاش کرد تا امیر افغانستان، دوست محمد خان، را برای مقابله با روسیه با خود هم‌پیمان کند. در همین زمان، سیک‌ها پیشاور را از دوست‌محمد گرفتند. بریتانیا، که از ارتش قدرتمند سیک‌ها نگران بود، تصمیم گرفت به‌جای اتحاد با افغانستان، با پنجاب هم‌پیمان شود. بنابر این دوست‌محمدخان در سال ۱۸۳۷ (۱۲۱۶)، از روسیه خواست نماینده‌ای به دربار او بفرستد. ورود فرستاده روسیه، یان ویتکویچ، به کابل و احتمال اتحاد دوست محمد خان با روس‌ها، نگرانی بریتانیا را برانگیخت. دوست محمد خان از این فرستاده روسی دعوت کرده بود تا بریتانیا را برای اتحاد با خود تحت فشار بگذارد، نه اینکه واقعاً به روسیه تمایل داشته باشد. اما بریتانیا که خواهان سلطه بر افغانستان بود، در ۲۰ جنوری ۱۸۳۸ (۳۰ جدی ۱۲۱۶) به دوست محمد اولتیماتومی فرستاد و خواست تا ارتباط خود را با روس‌ها قطع کند و ادعای خود بر پیشاور را کنار بگذارد. این اقدام باعث شد که دوست محمد در ۲۶ اپریل (۶ ثور ۱۲۱۷)، نمایندگان بریتانیا را از کابل اخراج کند.
در همین دوره، ایران با حمایت روسیه هرات را محاصره کرد، زیرا این شهر از نظر تاریخی بخشی از ایران محسوب می‌شد و از مهم‌ترین منابع غلات آسیای مرکزی به شمار می‌رفت. بریتانیا برای جلوگیری از گسترش نفوذ روسیه و ایران، تصمیم گرفت دوست محمد خان را از قدرت برکنار کند و شاه شجاع درانی را که در تبعید بود، دوباره به تخت افغانستان بازگرداند. در ۱ اکتبر (۹ میزان)، لرد اوکلند با صدور بیانیه شیملا دوست محمد را متهم کرد که بدون دلیل به سرزمین «متحد قدیمی ما، مهاراجه رانجیت سینگ» حمله کرده. او هم‌چنین شاه شجاع را «محبوب مردم افغانستان» خواند. بااین‌حال، اکثر افغان‌ها شاه شجاع را حاکمی ظالم می‌دانستند و از او حمایت نمی‌کردند.
با وجود اینکه محاصره هرات پایان یافته و روسیه نماینده خود را از کابل فراخوانده بود، بریتانیا همچنان تصمیم به حمله به افغانستان داشت. در ۲۵ نوامبر (۴ قوس)، ارتش بزرگ سند، متشکل از نیروهای بریتانیا و پنجاب، آماده حرکت به سمت کابل شد تا دوست محمد خان را برکنار کرده و شاه شجاع را به قدرت بازگرداند. دوک ولینگتون در مجلس اعیان بریتانیا این اقدام را محکوم کرد و هشدار داد که مشکل اصلی پس از تصرف افغانستان آغاز خواهد شد. او پیش‌بینی کرد که نیروهای بریتانیا به‌راحتی سپاه قبیله‌ای افغان‌ها را شکست خواهند داد، اما در حفظ موقعیت خود در کشوری با جغرافیای دشوار و بدون زیرساخت‌های مدرن با چالش‌های بزرگی روبه‌رو خواهند شد.

## قدرت نظامی
در قرن ۱۹، هند بریتانیا تحت کنترل کمپانی هند شرقی بود، شرکتی که با حمایت تاج بریتانیا، ۹۰ میلیون نفر را در هند اداره می‌کرد و ۷۰ میلیون هکتار زمین را تحت سلطه خود داشت. این کمپانی که قدرتمندترین شرکت جهان به شمار می‌رفت، ارتش‌های بزرگی در سه منطقه بنگال، بمبئی و مدرس داشت که مجموعاً ۲۰۰ هزار نیرو را شامل می‌شد. بیشتر سربازان این ارتش‌ها هندی بودند، اما تمام افسران بریتانیایی بودند. 
در حمله بریتانیا به افغانستان، نیروهایی از ارتش‌های بنگال و بمبئی انتخاب شدند. شاه شجاع درانی نیز ۶۰۰۰ سرباز هندی مزدور استخدام کرد. رانجیت سینگ، مهاراجه پنجاب، نیز در توافق با بریتانیا برای بازگرداندن شاه شجاع به کابل، ارتش خود را از طریق گذرگاه خیبر وارد افغانستان کرد. مجموع نیروهای مهاجم شامل ۳۸،۰۰۰ خدمه اردو و ۳۰،۰۰۰ شتر برای حمل آذوقه و تجهیزات بودند.
در مقابل، امارت افغانستان ارتش منظمی نداشت و دفاع کشور بر عهده نیروهای قبایلی بود که در مواقع جنگ، توسط امیر افغانستان فراخوانده می‌شدند. افغان‌ها از گروه‌های قومی مختلفی مانند پشتون‌ها، تاجیک‌ها، ازبک‌ها و هزاره‌ها تشکیل می‌شدند که تنها عامل وحدت‌بخش بین آن‌ها اسلام بود. در این میان، هزاره‌ها شیعه و سایر اقوام سنی بودند. پشتون‌ها که قوم غالب در افغانستان بودند، سنت‌های خاص خود را داشتند که در کد اخلاقی پشتونوالی تعریف می‌شد. یکی از مهم‌ترین اصول آن این بود که هرگونه توهین (واقعی یا خیالی) باید با خشونت پاسخ داده شود تا فرد، مردی شایسته محسوب گردد. سلاح اصلی افغان‌ها تفنگ جَزایل بود، اما برخلاف نیروهای بریتانیایی، آموزش نظامی خاصی نداشتند و عمدتاً در جنگ‌های قبیله‌ای تجربه به دست آورده بودند.

## جنگ (۱۲۱۸خ/۱۸۳۹م)
ارتش بریتانیا موسوم به "ارتش سند" شامل ۲۱،۰۰۰ سرباز بریتانیایی و هندی به فرماندهی ژنرال جان کین در دسامبر ۱۸۳۸ (قوس ۱۲۱۷) از پنجاب حرکت کرد. این ارتش همراه با ویلیام مک‌ناتن، نماینده بریتانیا در کابل، و یک کاروان عظیم ۳۸،۰۰۰ همراه و ۳۰،۰۰۰ شتر بود. بریتانیایی‌ها قصد داشتند سفر راحتی داشته باشند، به طوری که برخی از افسران تا ۶۰ شتر برای حمل وسایل شخصی خود همراه داشتند.
تا مارس ۱۸۳۹ (نیمه حوت ۱۲۱۷)، نیروهای بریتانیا از گذرگاه بولان عبور کرده و به شهر کویته در جنوب افغانستان رسیدند. آن‌ها با گذر از بیابان‌ها و کوه‌های بلند، سرانجام در ۲۵ اپریل (۵ ثور ۱۲۱۸خ) در قندهار اردو زدند و به دلیل انتظار برای رسیدن فصل برداشت محصولات، حرکت خود را به ۲۷ جون (۶ سرطان) موکول کردند. اشتباه مهم آن‌ها رها کردن تجهیزات محاصره در قندهار بود، زیرا دیوارهای قلعه غزنی بسیار مستحکم‌تر از آنچه تصور می‌کردند بود. با این حال، یک خیانتکار از بستگان امیر دوست محمد خان به آن‌ها اطلاع داد که یکی از دروازه‌های غزنی آسیب‌پذیر است و می‌توان آن را با باروت منفجر کرد.
در ۲۳ جولای (۱ اسد)، نیروهای بریتانیا با یک حمله غافلگیرانه، قلعه غزنی را تصرف کردند. در این نبرد، ۲۰۰ سرباز بریتانیایی کشته یا زخمی شدند، در حالی که افغان‌ها ۵۰۰ کشته و ۱۵۰۰ اسیر دادند. این پیروزی مسیر آن‌ها را برای پیشروی آسان‌تر کرد و به سمت کابل پیش رفتند. دوست محمد خان که موقعیت خود را در خطر می‌دید، پیشنهاد داد که شاه شجاع را به عنوان امیر بپذیرد و خود به عنوان وزیر او خدمت کند، اما این پیشنهاد رد شد و او به خانات بخارا پناه برد. در اگست (نیمه دوم اسد)، شاه شجاع پس از ۳۰ سال تبعید، دوباره بر تخت کابل نشست. او بلافاصله شهرت خود را به عنوان حاکمی ظالم و انتقام‌جو تثبیت کرد و مخالفانش را سرکوب کرد. در ۲ نوامبر (۱۱ عقرب)، با سرد شدن هوا، شاه شجاع کابل را ترک کرد و به جلال‌آباد رفت، زیرا دیگر مانند گذشته پیشاور به عنوان پایتخت زمستانی در اختیار افغانستان نبود. 
در ۱۳ نوامبر (۲۴ عقرب)، ستون بمبئی ارتش هند بریتانیا در مسیر برگشت به هند، به عنوان نوعی تلافی به قلعه قبیله ای بلوچ کلات حمله کرد؛ زیرا از آنجا قبایل بلوچ کاروان های بریتانیا را در حین حرکت به سمت گذرگاه بولان مورد آزار و اذیت قرار داده و به آنها حمله کرده بودند.

## تلاش دوباره دوست‌محمدخان (۱۲۱۹خ/ ۱۸۴۰م)
پس از روی کار آمدن شاه شجاع، نارضایتی عمومی از حکومت او افزایش یافت و در پاییز مقاومت علیه او آغاز شد. نیروهای قبایل غلزایی حملاتی را علیه مسیر کابل-غزنی ترتیب دادند که منجر به کشته شدن یک افسر بریتانیایی شد. هم‌زمان، دوست محمد خان تلاش کرد از حاکمان بلخ و بخارا کمک بگیرد، اما این درخواست مورد استقبال قرار نگرفت، زیرا دوست محمد پیش از حمله بریتانیا به افغانستان، به بلخ حمله کرده بود. در زمستان دوست محمد خان علی‌رغم مخالفت مشاورانش، به بخارا رفت تا شخصاً از امیر بخارا درخواست حمایت کند. اما پس از مدتی، به‌جای دریافت کمک، او بازداشت و زندانی شد و حتی گمان می‌رفت که ممکن است مسموم شود. تابستان بعد (۱۲۱۹خ)، او موفق به فرار شد و به خُلم رسید. در این میان، برادرش جبار خان پیشنهاد عفو بریتانیا را پذیرفت و زنان و کودکان اردوگاه دوست محمد را تحت حمایت خود قرار داد. با این حال، دوست محمد همچنان مقاومت را ادامه داد. 
سپتامبر ۱۸۴۰ (سنبله ۱۲۱۹)، میر ولی بیش از ۶۰۰۰ سرباز ازبک را گردآوری کرد و نیروهای بریتانیا را مجبور کرد از برخی پایگاه‌ها عقب‌نشینی کنند. دوست محمد تلاش کرد بامیان را تصرف کند، اما نیروهای بریتانیایی به رهبری سرهنگ دنی ارتش او را شکست دادند. پس از این نبرد، مقامات بریتانیایی به دوست محمد پیشنهاد تبعید محترمانه به هند را دادند، اما او رد کرد و گفت که یا پیروز خواهد شد یا خواهد مرد.
در ۲ نوامبر (۱۱ عقرب) دوست محمد خان با نیروهای بریتانیایی به فرماندهی ژنرال سیل در دره پروان درگیر شد. دوست محمد نیروهای خود را روی یک بلندی مستحکم مستقر کرده بود و هنگامی که سربازان سواره‌نظام بنگال بریتانیا بدون حمایت کافی حمله کردند، شکست خوردند. در این نبرد، دکتر لُرد، افسر سیاسی بریتانیا، کشته شد و بسیاری از سربازان بریتانیایی عقب‌نشینی کردند. در نهایت، دوست محمد خان نیروهای خود را با نظم کامل عقب کشید، اما این نبرد سبب شد که بریتانیایی‌ها کمپین خود را متوقف کنند. اگرچه بریتانیا نبرد پروان دره را یک پیروزی خواند، اما مشخص بود که دستاوردی نداشتند. 
همان شب، دوست محمد خان به مک‌ناتن، نماینده بریتانیا، نزدیک شد و خود را تسلیم کرد. مورخان دلایل مختلفی برای این اقدام او مطرح کرده‌اند: برخی معتقدند او دریافت که بریتانیا قدرت برتر است، برخی می‌گویند او نمی‌خواست بی‌احترامی کند، و برخی دیگر بر این باورند که چون خانواده‌اش در دست بریتانیا بود، ترجیح داد مقاومت را متوقف کند. اما نظریه‌ای که موهان لال مطرح کرده و بسیاری از مورخان آن را پذیرفته‌اند، این است که دوست محمد متوجه شد که توطئه‌ای برای قتل او وجود دارد. او از مکاتبات خود دریافت که برخی از رهبران کوهستان قصد داشتند او را ترور کنند و این کار را به گردن بریتانیا بیندازند. بنابراین، دوست محمد تصمیم گرفت که به بریتانیا پناه ببرد، نه اینکه واقعاً تسلیم شود. این اقدام بر اساس سنت قدیمی ترک-مغولی "رکاب گرفتن" (گرفتن رکاب اسب) انجام شد که نشان‌دهنده پناه بردن به یک قدرت برتر بود. پس از این، مک‌ناتن بسیار خشنود شد و حتی در نامه‌ای اعتراف کرد که بریتانیا دوست محمد را بدون دلیل از قدرت برکنار کرده و او را قربانی سیاست‌هایشان کرده‌اند. دوست محمد نیز با احترام در بالا حصار کابل نگهداری شد و به او اجازه ملاقات با خانواده و ارتباط با حامیانش داده شد. این در حالی بود که شاه شجاع همچنان از حمایت مردمی برخوردار نبود.

## اشغال و خیزش افغان‌ها
پس از خروج بیشتر نیروهای بریتانیایی از افغانستان، ۸،۰۰۰ سرباز در کابل باقی ماندند، اما به زودی مشخص شد که حکومت شاه شجاع تنها با حضور یک نیروی قوی‌تر بریتانیایی دوام خواهد داشت. مردم افغانستان از حضور بریتانیا و حکومت شاه شجاع ناراضی بودند. ویلیام مک‌ناتن، مقام ارشد بریتانیا در کابل، به منظور تقویت روحیه سربازانش، اجازه داد که خانواده‌های آن‌ها نیز به افغانستان بیایند که این موضوع خشم افغان‌ها را بیشتر کرد، زیرا به نظر می‌رسید که بریتانیا قصد اشغال دائمی دارد.
در این شرایط، دوست محمد خان  به تبعید در هند فرستاده شد. در همان زمان، تحولات بین‌المللی باعث کاهش اهمیت استراتژیک افغانستان برای بریتانیا شد، زیرا روابط روسیه و بریتانیا بهبود یافته بود و دیگر نیازی به افغانستان به‌عنوان یک دولت حائل نبود. بریتانیا اشتباه بزرگی مرتکب شد و پایگاه نظامی خود را در مکانی ضعیف و غیرقابل دفاع در کابل مستقر کرد. 
در سپتامبر ۱۸۴۱ (سنبله ۱۲۲۰)، مک‌ناتن پرداخت رشوه به قبایل غلزایی را کاهش داد که باعث شد آن‌ها قیام کرده و جهاد اعلام کنند. او ابتدا شورش را جدی نگرفت اما در ادامه سیاست متزلزل او، که ترکیبی از تهدید و سازش بود، باعث شد سران قبایل دور کابل نیز به قیام بپیوندند. حتی وزرای شاه شجاع و قبیله درانی‌ها نیز علیه او شورش کردند. در ۱ نوامبر (۱۰ عقرب)، شورشیان در خانه یکی از سران قبایل جلسه‌ای برگزار کردند و تصمیم گرفتند قیام را آغاز کنند. در این میان، یک افسر بریتانیایی به نام الکساندر برنز مرتکب اشتباهی شد: یک کنیز فراری از یکی از رهبران قبایل را نزد خود نگه داشت. وقتی افراد قبیله برای بازگرداندن او رفتند، با برخورد تند برنز روبه‌رو شدند. این اقدام بهانه‌ای برای شورش عمومی شد. فردا، ۲ نوامبر (۱۱ عقرب)، برابر با ۱۷ رمضان که مصادف با سالگرد نبرد بدر بود، افغان‌ها از مسجد پل خشتی کابل اعلام جهاد کردند.
شورشیان به سرعت خانه الکساندر برنز را محاصره و او را با خانواده و سربازانش قتل عام کردند. آن‌ها سپس خانه‌های دیگر مقامات بریتانیایی را غارت کردند. بریتانیایی‌ها در واکنش هیچ اقدامی نکردند و فقط شاه شجاع یک نیروی نظامی برای سرکوب شورش فرستاد که به دلیل مقاومت شدید افغان‌ها، شکست خورد. شاه شجاع که متوجه شد مردمش از او متنفرند، دچار افسردگی شد. فرمانده بریتانیایی، ژنرال الفینستون، مردد و ناتوان بود. او دستورات واضحی صادر نکرد و فقط با مک‌ناتن مکاتبه می‌کرد، در حالی که شورش شدت می‌گرفت. در ۹ نوامبر (۱۸ عقرب)، افغان‌ها انبار تدارکات بریتانیا در کابل را تصرف کردند.
در ادامه، بریتانیایی‌ها تلاش کردند با اکبر خان، پسر دوست محمد خان، مذاکره کنند. مک‌ناتن مخفیانه پیشنهاد کرد که او را به‌عنوان وزیر شاه شجاع منصوب کند، اما هم‌زمان برای ترورش پول پرداخت. این موضوع فاش شد و در ۲۳ دسامبر (۲ جدی)، هنگام ملاقات مستقیم با اکبر خان، مک‌ناتن و سه افسر همراهش توسط افغان‌ها کشته شدند. جسد مک‌ناتن را در بازار کابل به نمایش گذاشتند. الفینستون کنترل خود را بر ارتش از دست داد و وضعیت نیروهای بریتانیا به‌شدت بحرانی شد. این رویداد زمینه‌ساز فاجعه‌ی بزرگ عقب‌نشینی مرگبار بریتانیا از کابل در زمستان شد.

## نابودی ارتش بریتانیا (زمستان ۱۸۴۲/ ۱۲۲۰)
در ۱ جنوری ۱۸۴۲ (۱۱ جدی ۱۲۲۰)، ژنرال ویلیام الفینستون که فرماندهی نیروهای بریتانیا در کابل را بر عهده داشت، با سران افغان توافقی برای خروج امن از افغانستان امضا کرد. در ۶ جنوری (۱۶ جدی)، کاروان شامل ۱۶،۵۰۰ نفر، شامل ۴۵۰۰ سرباز و ۱۲،۰۰۰ نفر از همراهان و خانواده‌ها، کابل را ترک کرد. اما این عقب‌نشینی به یکی از فاجعه‌بارترین حوادث تاریخ نظامی بریتانیا تبدیل شد. حملات شدید قبایل افغان، سرمای طاقت‌فرسا و بی‌نظمی در کاروان، باعث شد هزاران نفر کشته شوند. در همان ابتدای مسیر، افغان‌ها به کاروان حمله کردند، مردم عادی را قتل‌عام کرده و اموال آن‌ها را غارت کردند. در شب دوم، تمام نیروهای افغان تحت فرمان شاه شجاع، که قرار بود به عنوان ارتش ملی افغانستان عمل کنند، فرار کردند و به کابل بازگشتند. در نتیجه، سپاه شجاع از هم پاشید و سربازانش به گدایی در خیابان‌های کابل افتادند.
در ۱۰ جنوری (۲۰جدی)، قبایل غلزایی گذرگاه تونگی تاریکی را که تنها ۴ یارد (۳.۶ متر) عرض داشت، محاصره کردند و تعداد زیادی از کاروانیان را قتل‌عام کردند. ارتش بریتانیا اجساد قربانیان را زیر پای خود له کرده و از میان آن‌ها عبور کرد. اکبر خان، که ادعا کرده بود خروج نیروهای بریتانیایی را تسهیل می‌کند، از بالای تپه‌ای نظاره‌گر قتل‌عام بود. فردا، ژنرال الفینستون و دیگر افسران ارشد برای مذاکره نزد اکبر خان رفتند. او در ابتدا از آن‌ها استقبال کرد، اما سپس اعلام کرد که آن‌ها اسیر شده‌اند و برای آزادی‌شان باید فدیه پرداخت شود. با اسارت این فرماندهان، کاروان از هم پاشید و عقب‌نشینی به یک قتل‌عام کامل تبدیل شد. 
در پایان مسیر، در گذرگاه گندمک، آخرین باقی‌مانده‌های ارتش بریتانیا، شامل ۲۰ افسر و ۴۵ سرباز، که تنها چند تفنگ با مهمات کم داشتند، با قبایل افغان روبه‌رو شدند. آن‌ها تا آخرین گلوله جنگیدند و سپس با سرنیزه‌ها مقاومت کردند، اما در نهایت همگی کشته شدند. تنها دکتر ویلیام برایدون موفق شد زنده به جلال‌آباد برسد و خبر فاجعه را به مقامات بریتانیایی برساند.
بسیاری از زنان و کودکان بریتانیایی توسط افغان‌ها به اسارت گرفته شدند. برخی از آن‌ها به اجبار با مردان افغان ازدواج کردند و برخی دیگر توسط خانواده‌های افغان به عنوان فرزند خوانده پذیرفته شدند. در اوایل قرن بیستم، برخی از این کودکان که حالا بزرگ شده بودند، هویت واقعی خود را کشف کردند. 
این عقب‌نشینی، که به "قتل‌عام ارتش الفینستون" معروف شد، یکی از بدترین شکست‌های تاریخ نظامی بریتانیا بود و تأثیرات عمیقی بر سیاست بریتانیا در افغانستان گذاشت.

## دومین اردوکشی بریتانیا (بهار ۱۸۴۲/ ۱۲۲۱)
هم‌زمان با حمله به پادگان کابل، نیروهای افغان سایر قوای بریتانیا را در قندهار، جلال‌آباد و غزنی محاصره کردند. غزنی سقوط کرد، اما دیگر پادگان‌ها تا رسیدن نیروی کمکی از هند در بهار ۱۸۴۲ (۱۲۲۱خ) مقاومت کردند. اکبر خان در نزدیکی جلال‌آباد شکست خورد و بریتانیایی‌ها برای بازپس‌گیری کابل آماده شدند.
با تغییر دولت در بریتانیا، لرد النبرو که جانشین لرد آکلند شده بود، دستور خروج از افغانستان را پس از گرفتن انتقام و آزادسازی اسرا صادر کرد. در اگست ۱۸۴۲ (اسد ۱۲۲۱)، ژنرال ویلیام نات از قندهار به غزنی حمله برد و آن را تصرف و ویران کرد. هم‌زمان، ژنرال جرج پولاک از طریق گذرگاه خیبر خود را به جلال‌آباد رساند و پس از پیروزی بر اکبر خان، همراه با نیروهایش به سمت کابل پیشروی کرد. آنان در مسیر خود اجساد بی‌شمار سربازانی را که در عقب‌نشینی کابل کشته شده بودند، یافتند. این امر بریتانیایی‌ها را خشمگین ساخت و آنان با ویران کردن روستاها و کشتار مردم از غیرنظامیان افغان انتقام گرفتند. در سپتامبر (سنبله)، کابل را اشغال کردند، اما یک ماه بعد، پس از ویران کردن بازار کابل به تلافی شکست نیروهای الفینستون، از طریق گذرگاه خیبر از افغانستان خارج شدند. دوست‌محمد خان آزاد شد و بار دیگر قدرت را در کابل به دست گرفت. وی تا پایان عمرش در ۱۸۶۳ (جوزای ۱۲۴۲) از ورود هیئت‌های روسی به افغانستان جلوگیری کرد. دوست‌محمد در توصیف بریتانیایی‌ها گفته بود:
«از وسعت منابع، کشتی‌ها و زرادخانه‌های شما شگفت‌زده شده‌ام، اما آنچه را نمی‌توانم درک کنم، این است که چرا فرمانروایان امپراتوری‌ای چنین پهناور و شکوفا از رود سند عبور کردند تا کشور فقیر و بی‌حاصل مرا تصرف کنند.»

## پیامدها
بسیاری از شخصیت‌های بریتانیا، از جمله لرد آبردین و بنیامین دیزرائیلی، جنگ را ماجراجویانه و بی‌خردانه می‌دانستند. تهدید روسیه بسیار اغراق‌شده بود، اما در دهه‌های بعد، نیروهای روس به تدریج به مرزهای افغانستان نزدیک شدند و ۳۶ سال بعد در سال ۱۸۷۸ (۱۲۵۷)، جنگ دوم افغان-انگلیس آغاز شد. شکست بریتانیا در این جنگ به عنوان بزرگ‌ترین تحقیر نظامی قرن نوزدهم شناخته شد.

### بازتاب فرهنگی و هزینه جنگ:
تابلوی مشهور لیدی باتلر از دکتر برایدن، تنها بازمانده تصورشده‌ی عقب‌نشینی، افغانستان را به "گورستان امپراتوری‌ها" تبدیل کرد. کشیش ارتش بریتانیا، جی.آر. گلیگ، جنگ را بی‌ثمر و پر از بی‌کفایتی توصیف کرد. کلیسای سنت جان در بمبئی به یاد کشته‌شدگان ساخته شد. هزینه جنگ در سال مالی ۱۸۴۰-۴۱ بیش از یک میلیون پوند بود و بار مالی سنگینی بر هند تحمیل کرد.

### افتخارات نظامی و بازتاب در ادبیات:
واحدهای ارتش هند شرقی نشان افتخار افغانستان ۱۸۳۹ دریافت کردند. جنگ در آثار داستانی مانند Flashman، رمان‌های اما دراموند و فیلیپ هِنشر، و شعری از فونتانه بازتاب یافته است. سریال ویکتوریا (۲۰۱۷) نیز به این جنگ پرداخته است.

### در نمایشنامه ها
- جنگ اول افغان و انگلیس در اثری داستانی تاریخی فلاشمن، توسط جورج مک دونالد فریزر به تصویر کشیده شده است. (این اولین رمان به نام فلاشمن توسط فریزر است.)

- مصیبت دکتر برایدون ممکن است الهام گرفته از داستان دکتر جان واتسون از اسکارلت باشد، اگرچه زخم در جنگ دوم زخمی شده شد.

- رمان اما دراموند فراتر از همه مرزها(١٩٨٣) بر اساس داستان امپراتوری توت مالتی فیلیپ هنشر (٢۰۰٢) و فنفار (١٩٩٣)، توسط اندرو مک آلان، منشی دکتر ویلیام برایدون نوشته شده است.

- رمان كودكان هنتی به هرات و كابل، جنگ افغان و انگلیس را از روایت یک نوجوان اسكاتلندی مهاجر به نام آنگوس می پردازد. شعر تئودور فونتانه (فاجعه افغانستان) نیز به قتل عام ارتش الفینستون اشاره دارد.[۱۱]

- اپیزود ویکتوریا (٢۰١٧) به نام "یک دختر سرباز" بقای برایدون را در عقب نشینی ای دراماتیک به تصویر می کشد. در این نمایش، ملکه ویکتوریا با سخنرانی در هنگام راه اندازی آن و تکریم از برایدون، به خسارات جانی که در عقب نشینی انگلیس ها منجر شده بود پاسخ می دهد.[۱۲][۱۳]